# Megaselia virilis
Megaselia virilis är en tvåvingeart som först beskrevs av Schmitz 1919.  Megaselia virilis ingår i släktet Megaselia och familjen puckelflugor. Inga underarter finns listade i Catalogue of Life.